# MV Panagiotis

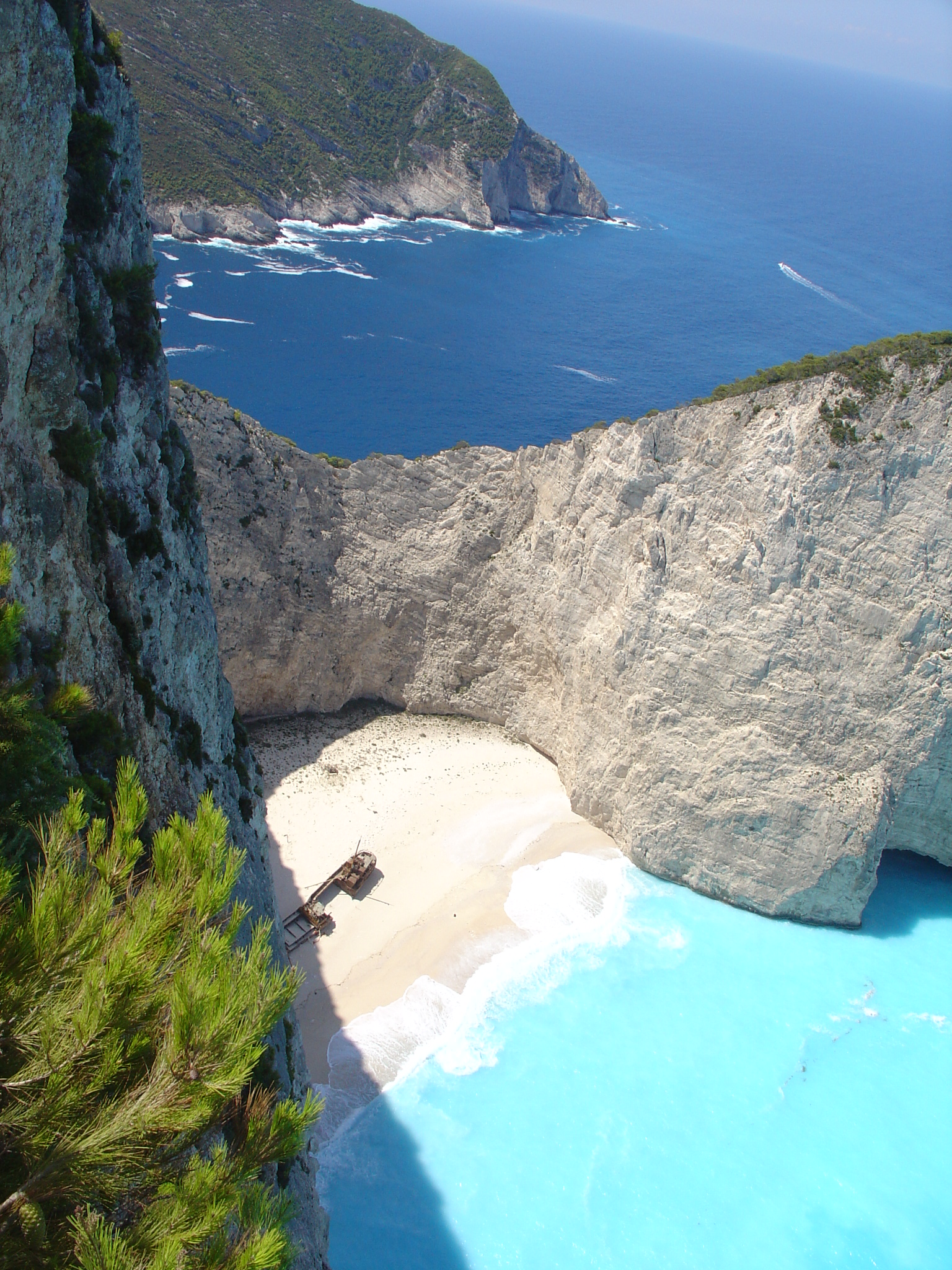
Vraket av Panagiotis i Navagioviken.

MV Panagiotis (grekiska: Παναγιώτης) är ett pittoreskt skeppsvrak som ligger i den vita sanden i en oskyddad vik på Zakynthos vilket är bland de sydligaste av Joniska öarna i Grekland. Navagio ("skeppsvrak"), som är den plats där hon ligger, är en uppskattad turistattraktion på den nordvästra sidan av ön och lockar tusentals besökare varje år.
Panagiotis var en kustfarare som byggdes 1937 som nybygge 341 vid Scotts Bowling i Glasgow för rederiet J. & A. Gardner and Co. Ltd. och försågs med maskiner tillverkade av British Auxiliaries Ltd. Vid sjösättningen var hon 49,7 meter lång, 7,9 meter bred, hade ett djupgående på 3,4 meter och en bruttodräktighet om 452 registerton. Som en kustfarare var hennes huvudsakliga uppgift transport av gods genom lokala, grunda vatten. Hennes eventuella användning i smuggling av varor kan ha lett till hennes undergång i början av 1980-talet.

## Historia
Panagiotis har bytt ägare och namn ett flertal gånger:
- 1937 - Hon hette ursprungligen Saint Bedan och sjösattes den 14 januari 1937 i Glasgow.
- 1964 - Hon såldes till grekiska ägarna M. Gigilinis och S. Kakassinas i Thessaloníki (hennes hemmahamn) som ändrade namnet till Meropi.
- 1966 - Namnet ändrat till Charis.
- 1975 - Hon såldes av N.S. Kalfas till P. Lisikatos i Pireus och fick namnet Panagiotis.
- 1980 - Hon gick på grund i oktober på ön Zakynthos och övergavs.

## Sänkningen
Den mest allmänt accepterade historien om Panagiotis vrak är att hon tillbringade senare delen av sin karriär som smugglingsfartyg. 1980 (under en tid då befolkningen på ön Zakynthos var rekordlåg) var Panagiotis på väg från Turkiet med en frakt av smuggelcigaretter. Besättningen på Panagiotis misstänktes av de grekiska myndigheterna och förföljdes av den grekiska flottan. I stormigt väder gick hon på grund i en vik norr om Porto Vromi där besättningen övergav skeppet för att kringgå de förföljande flottan. Till denna dag ligger vraket på en plats som nu kallas "Navagio" som är "skeppsvrak" på grekiska.
Lokalbefolkningen plundrade lasten av cigaretter och whisky och de följande fyra åren såldes inga "officiella" tobaksprodukter på ön.

## Kontrovers
Det finns en fråga om sanningshalten kring historien om vraket där VirtualGreece.net hävdar att vissa lokalbor tror att Panagiotis placerades i viken av grekiska turistministeriet.